# 蓋茨科納 (印第安納州)
蓋茨科納（英語：Gates Corner）是位於美國印第安納州特拉華縣的一個非建制地區。該地的面積和人口皆未知。

## 地理
蓋茨科納的座標為40°06′22″N 85°15′10″W / 40.10611°N 85.25278°W，而該地的平均海拔高度為319米（即1047英尺）。